# Carminatia
Carminatia là một chi thực vật có hoa trong họ Cúc (Asteraceae).

## Loài
Chi Carminatia gồm các loài: